# Michael Bublé (album)
Michael Bublé è il terzo album in studio del cantante canadese Michael Bublé.
L'album è stato pubblicato l'11 febbraio 2003 dall'etichetta Reprise Records e contiene una serie di reinterpretazioni di grandi standard della musica jazz, oltre a cover di brani di artisti come i Queen, George Michael e Van Morrison.

## Tracce
1. Fever – 3:51 (Eddie Cooley, John Davenport)
2. Moondance – 4:13 (Van Morrison)
3. Kissing a Fool – 4:34 (George Michael)
4. For Once in My Life – 2:32 (Ron Miller, Orlando Murden)
5. How Can You Mend a Broken Heart – 3:54 (Barry, Robin Gibb)
6. Summer Wind – 2:54 (Heinz Meier, Johnny Mercer, Hans Bradtke)
7. You'll Never Find Another Love like Mine – 4:04 (Kenneth Gamble, Leon Huff)
8. Crazy Little Thing Called Love – 3:09 (Freddie Mercury)
9. Put Your Head on My Shoulder – 4:26 (Paul Anka)
10. Sway – 3:08 (Norman Gimbel, Pablo Beltran Ruiz)
11. The Way You Look Tonight – 4:37 (Jerome Kern, Dorothy Fields)
12. Come Fly With Me – 3:30 (Sammy Cahn, James Van Heusen)
13. That's All – 3:59 (Alan Brandt, Bob Haymes)

Durata totale: 48:51

## Formazione
- Michael Bublé - voce
- David Foster - pianoforte, basso e sintetizzatore
- Michael Thompson, Dean Parks, John Pisano - chitarra
- Frank Capp, Joe LaBarbera, Vinnie Colaiuta - batteria
- Felipe Elgueta, Neil Devor - sintetizzatore e programmazione
- Randy Waldman - pianoforte e tastiera
- Raphael Padilla - percussioni
- Jochem van der Saag - programmazione
- Mike Melvoin - pianoforte
- Heitor Pereira - chitarra
- Gary Grant - tromba
- Bob Sheppard, Dave Buroff - sax
- Barry Gibb - cori

## Classifiche
| Classifica       | Posizione massima |
| ---------------- | ----------------- |
| Australia        | 1                 |
| Belgio (Fiandre) | 40                |
| Danimarca        | 24                |
| Francia          | 66                |
| Irlanda          | 8                 |
| Italia           | 2                 |
| Messico          | 70                |
| Nuova Zelanda    | 1                 |
| Paesi Bassi      | 32                |
| Polonia          | 11                |
| Regno Unito      | 6                 |
| Singapore        | 1                 |
| Spagna           | 13                |
| Stati Uniti      | 47                |
| Svezia           | 28                |
| Svizzera         | 53                |